# Alois Rainer
Alois Rainer (ur. 7 stycznia 1965 w Straubingu) – niemiecki polityk, przedsiębiorca i samorządowiec, działacz Unii Chrześcijańsko-Społecznej (CSU), deputowany do Bundestagu, od 2025 minister rolnictwa, polityki żywnościowej i ojczyzny w rządzie Friedricha Merza.

## Życiorys
Uczył się w szkołach w Haibach. Następnie w latach 1980–1983 kształcił się w zawodzie rzeźnika. W latach 1983–1984 odbył zasadniczą służbę wojskową. W 1986 zdał egzamin mistrzowski w zawodzie rzeźnika, w 1987 przejął rodzinne przedsiębiorstwo.
W 1989 wstąpił do Unii Chrześcijańsko-Społecznej. W 1996 został wybrany na urząd burmistrza gminy Haibach, który sprawował do 2014. W 2002 zasiadł w radzie powiatu Straubing-Bogen. W 1999 wszedł w skład zarządu okręgowego CSU, w 2015 objął funkcję zastępcy przewodniczącego. Od 2005 kierował powiatowymi strukturami Mittelstands-Union, chadeckiej organizacji przedsiębiorców. Od 2009 roku był przewodniczącym okręgowym Kommunalpolitische Vereinigung (KPV) w Dolnej Bawarii, w 2010 dołączył do zarządu krajowego KPV.
W 2013 po raz pierwszy uzyskał mandat deputowanego do Bundestagu. Z powodzeniem ubiegał się o poselską reelekcję w wyborach w 2017, 2021 i 2025. W Bundestagu obejmował funkcje rzecznika frakcji CDU/CSU ds. polityki transportowej i przewodniczącego komisji finansów.
W maju 2025 objął stanowisko ministra rolnictwa, polityki żywnościowej i ojczyzny w nowo powołanym rządzie Friedricha Merza.

## Życie prywatne
Syn polityka Aloisa Rainera. Brat polityk Gerdy Hasselfeldt. Żonaty, ma dwoje dzieci.